# Westher Molteni
Westher Molteni (Santo Domingo, 18 aprile 1987) è un cestista svizzero.

## Carriera
Ha giocato la maggior parte della sua carriera in Svizzera. Ha giocato nella Nazionale Svizzera di basket 3x3 e ha fatto parte del Team Lausanne (#1 in svizzera e Top 10 mondiali nel 2017).

## Palmarès
- LNA: 3

Lugano Tigers: 2005-06, 2013-14
Fribourg Olympic: 2015-16
- Coppa di Svizzera: 2

SAV Vacallo: 2008
Fribourg Olympic: 2016
- Campionato dominicano del distretto di Santiago: 1

Club Domingo Paulino: 2012
- LNB: 1

SAV Vacallo: 2006-07